# Föreningen Heimdal
Föreningen Heimdal är en konservativ studentförening som bildades i Uppsala den 23 april 1891. Föreningen var ursprungligen utpräglat konservativ även om man vid bildandet fastslog som sin uppgift att utan någon politisk syftning "sammansluta särskilt studenter med intresse för allmänna frågor till gemensamt deltagande i det svenska folkbildningsarbetet". Föreningen har sedermera i sin stadga formulerat sin ideologi såsom "reformvänlig konservatism" och väljer att definiera sig som en konservativ och borgerlig studentförening. 

## Verksamhet och organisation
Föreningens officiella pressorgan är Tidskriften Heimdal men föreningen ger även ut "Hornstötar", som liknar debattartiklar, i aktuella frågor.
Centralt i föreningens verksamhet är de så kallade "torsdagsmötena" vilket är offentliga debattmöten, ofta med kända profiler i samhällslivet som talare. I övrigt sysslar föreningen såväl med politisk verksamhet, i form av studiecirklar och kampanjer, och mer klassisk studentikos verksamhet. Föreningens stora högtid är en vinterbal som kallas "midvinterblotet".
Flera politiker, statsvetare, akademiker och andra kända personer varit aktiva i föreningen. Till dem hör bland andra Gunnar Myrdal, Leif Lewin, Tommy Möller, Emil Uddhammar, Hans Wallmark, Gunnar Heckscher, Claes G. Ryn, Jarl Hjalmarson, Michael Lundholm, Sven Ulric Palme och Anders Borg. Många borgerliga ledarskribenter har bakgrund i föreningen; exempelvis Per Dahl, Maria Eriksson, Per Selstam och Martin Tunström. Bland hedersledamöterna märks general Carl-Eric Almgren, Hubertus Brandenburg,  Gösta Bohman, Ingegerd Troedsson, Tage Lindbom, Harald Riesenfeld, Stig Strömholm, Erik Anners, Arvid Fredborg, Svante Nordin, Peter Luthersson, Alf Svensson, Lars Tobisson, Anders Borg, Finn Bengtsson, Staffan Danielsson, Hans Birger Ekström, Karlis Neretnieks och Göran Lennmarker.
Under många år har föreningen varit Sveriges största politiska studentförening. Föreningen var 1942 den pådrivande av de fyra konstituerande medlemmarna av Sveriges Konservativa Studentförbund, numera Fria Moderata Studentförbundet, men utträdde ur detta förbund 1999.

## Historia

### Äldre historia
Föreningen Heimdal bildades 1891, men det var först 1893 som den fick en utåtriktad verksamhet.
Föreningen utgav tidigt "Föreningen Heimdals folkskrifter" (1893-1907; 87 nr), "Heimdals småskrifter" (1907-08, 3 nr), där båda serierna utgörs av skrifter med huvudsakligen populärvetenskapligt innehåll, samt "Svensk politik, Föreningen Heimdals politiska småskrifter" (1905-08; 18 nr, fördelade i två band), som avsåg att "belysa viktiga (politiska) frågor, där så behövs, från olika synpunkter" och huvudsakligen utgörs av föreläsningar, som från 1905 på föreningens initiativ hölls i Uppsala. Bland de tidigare skribenterna märkts Karl Hildebrand som skrev om Uppsala möte; Rudolf Kjellén som skrev om jordbävningar och vulkanisk verksamhet; Lydia Wahlström som skrev om den svenska kvinnorörelsen och Sigrid Leijonhufvud som skrev om poeten Anna Maria Lenngren och lyfte fram Agneta Horns dagbok ur arkiven.
1893 utökade föreningen sin verksamhet med föreläsningar på landsbygden, delvis med stöd från Sveriges landsting, med flera. Denna verksamhet utvecklades och blev omfattande, i synnerhet i industrisamhällen samt vid regementens mötesplatser, men lades ned så gott som fullständigt 1904, då sammanlagt 1 125 föreläsningar hade förmedlats.[källa behövs] detta skedde efter att fasta förmedlingsbyråer för föreläsningsverksamhet uppstått, exempelvis den på Folkbildningsförbundet i Stockholm och den på Heimdals initiativ upprättade Föreläsningsbyrån vid Uppsala universitet). Från 1906 anordnade föreningen föreläsningar i "hembygdskunskap". 
I Uppsala anordnade föreningen före första världskriget aftonunderhållningar för arbetare, inrättade ett läsrum och så vidare. 1899 började föreningen en bokförmedlingsverksamhet, genom vilken böcker till nedsatt pris anskaffades till svenska folkbibliotek. Från 1906 upprättade föreningen 12 vandringsbibliotek. 1899 utgavs första upplagan av föreningens "Bokförteckning för svenska folkbibliotek" (ny uppl. 1905). För sin folkbiblioteksverksamhet åtnjöt föreningen från 1906 ett årligt statsanslag på 1 200 kr.[källa behövs]
Föreningen publicerade från 1897 årligen en populärvetenskaplig artikelserie till landsortstidningar, sedan 1904 en skönlitterär och sedan 1909 en utrikespolitisk.[källa behövs] Föreningen har vidare anordnat statistiska undersökningar rörande svenska folkbibliotek (1896-99), lantarbetarförhållanden och emigration (1906), tillsammans med andra folkbildningsinstitutioner utfärdat inbjudan till "folkbildningsmöten" (i Uppsala 1901 och Stockholm 1907), anordnat sommarkurser m.m.
Föreningen räknade 1909 169 aktiva medlemmar (studenter) samt 67 "understödjande" och 169 "adjungerade", (till stor del f.d. aktiva medlemmar), personer inom landet, som på olika sätt främjade föreningens verksamhet.[källa behövs]
Harald Hjärne utgjorde under de tidiga åren, trots att han själv inledningsvis var skeptisk, en stor källa för inspiration. Det var inte ovanligt att ett medlemskap i Heimdal kombinerades med ett lärjungskap hos Hjärne. Flera av dessa kom senare att få framskjutna positioner i samhällslivet; främst kan i detta sammanhang nämnas Eli Heckscher, Karl Gustaf Westman, Nils Herlitz, Erland Hjärne och Sven Tunberg.
Ungkyrkorörelsens historia kan i hög grad kopplas samman med föreningens tidiga historia. Ungkyrkoledarna Harald Akselson, K.B. Westman och Gunnar Dahlquist var samtliga heimdaliter. Också ungkyrkorörelsens främsta inspiratörer J.A. Eklund, Nathan Söderblom och Einar Billing var medlemmar i Heimdal.
Under perioden 1928-1932 var Heimdal anslutet till Sveriges Nationella Ungdomsförbund. Men föreningen bröt med SNU på grund av att man ogillade SNU:s allt för långtgående högerradikalitet.
Föreningens mellankrigstidshistoria är omdiskuterad, särskilt då Föreningen Heimdal hade medlemmar som utan föreningens stöd[källa behövs], medverkade i det så kallade bollhusmötet där studentkåren tog ställning mot regeringsförslaget att släppa in tio judiska läkare i Sverige. Andra medlemmar, som Karl-Gustaf Hildebrand hade motsatt uppfattning. En krets av nationalistiska studenter, under ledning av Arvid Fredborg tog 1937 kontroll över Heimdal genom en kuppliknande aktion.
Heimdal fick kritik av Ola Larsmo, då forskare och journalister under många år var tvungna att ansöka hos föreningen för att få tillgång till dess arkiv, och därmed inte kunde undersöka hur föreningen exempelvis agerat kring bollhusmötet. Föreningen tillsatte en egen utredning, där en av föreningens medlemmar - historikern Henrik Lindberg - fick undersöka sakförhållandena. Lindberg hävdade att föreningen aldrig aktivt tog ställning i frågan. Föreningen Heimdal beslutade sedermera att från och med 1 juli 2008 ge allmänheten tillgång till sitt arkiv.

### Nyare historia
Föreningen var en av de föreningar som på 1940-talet bildade det förbund som numera heter Fria Moderata Studentförbundet. År 1994 övervägde Heimdal att utträda ur förbundet. Under flera år hade Heimdal riktat kritik emot hur FMSF fungerade, kritik som delades av framförallt Lundaföreningen FMS-Lund, numer Ateneum, som valde att lämna FMSF. Efter att FMSF på sitt årsmöte gjort ett antal organisatoriska förändringar, varav namnbytet till Fria Högerstudenters Förbund var en, valde Heimdal att stanna kvar och Ateneum valde att återinträda. År 1999 utträdde emellertid föreningen ur förbundet på grund av organisatoriska och politiska meningsskiljaktigheter, något som skedde helt plötsligt efter förbundets årsstämma och den gången utan föregående direkt uttalad opposition mot förbundets riktning, och man är sedan dess fristående. 
Heimdals relation till Fria Moderata Studentförbundet präglades alltid av en viss kyla. År 1964 var man var mycket negativ till att FMSF i valrörelsen 1964 officiellt engagerade sig för Medborgerlig samling (MbS) och inte för Högerpartiet. När man år 1969 skulle byta namn från Sveriges Konservativa Studentförbund, förespråkade Heimdal förslaget Fria Studentförbundet istället för Moderata Studentförbundet. Man uppnådde en kompromiss och organisationen tog namnet Fria Moderata Studentförbundet. Såväl 1975 som 1979 drev Heimdal igenom att FMSF skulle anta ett nytt namn utan ordet ”moderat”, men de tillsatta utredningarna lyckades inte få fram nya förslag. År 1975 önskade FMSF:s ledning ersätta ordet konservativ med ordet liberal i stadgarna. Heimdal delade inte denna åsikt och kompromissen blev att man valde formuleringen ”konservativa och liberala”.

## Gunnar Heckschers stipendium för reformvänlig konservatism
Detta pris till minne av Gunnar Heckscher delas ut sedan 1989 ut till den som bäst verkat för detta ändamål. Bland pristagarna finns Peter J. Olsson (1989), Per Dahl (1991), Stig-Björn Ljunggren (1992), Eddie Tistelgren (1993), Emil Uddhammar (1994), Hans Wallmark (1995), Johan Sundeen (1996), Johan Hakelius (1997), Patric Rylander (1998), Fredrik Erixon (1999), Marie Söderqvist (2000), Göran Albinsson Bruhner (2001), Martin Tunström (2002), Kay Glans (2003), Fredrik Haage (2004), Per Ericson (2005), Roland Poirier Martinsson (2006), P.J. Anders Linder (2007), Maria Abrahamsson (2009), Tanja Bergkvist (2010), Johan Lundberg (2011), Stefan Olsson (2012), Johan Wennström (2013), Johan Tralau (2015) Ivar Arpi (2016), Håkan Boström (2017), Paulina Neuding (2018), Christian Sonesson (2019), Lars Anders Johansson (2020), Alice Teodorescu Måwe (2021), Anna-Karin Wyndhamn (2022), Jakob E:son Söderbaum (2023) och Michael Diamant (2024).

## Framstående ordförande

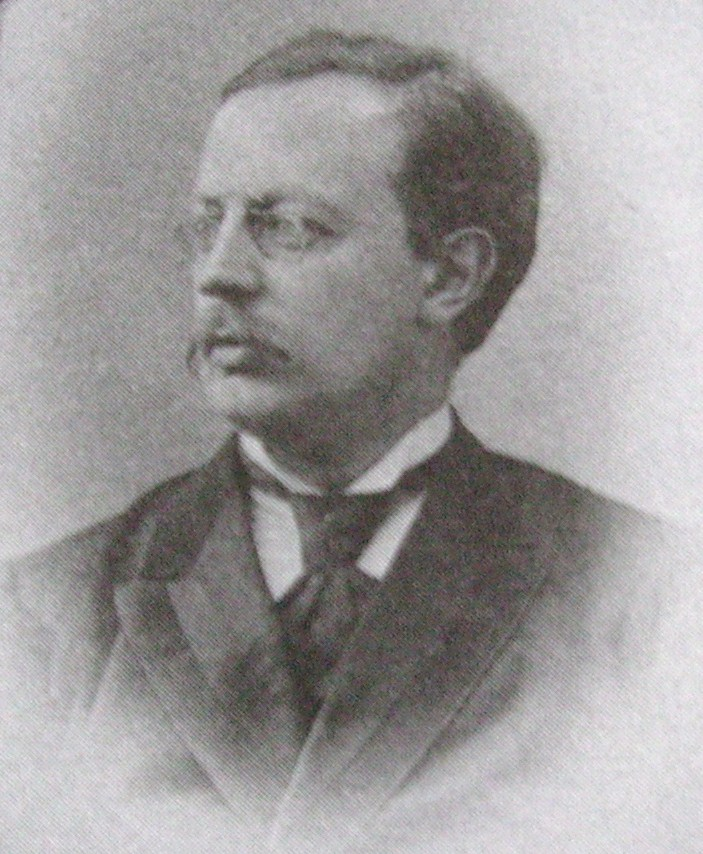
Vilhelm Lundström, riksdagsman, klassisk filolog och professor. Ordförande 1893–1895.
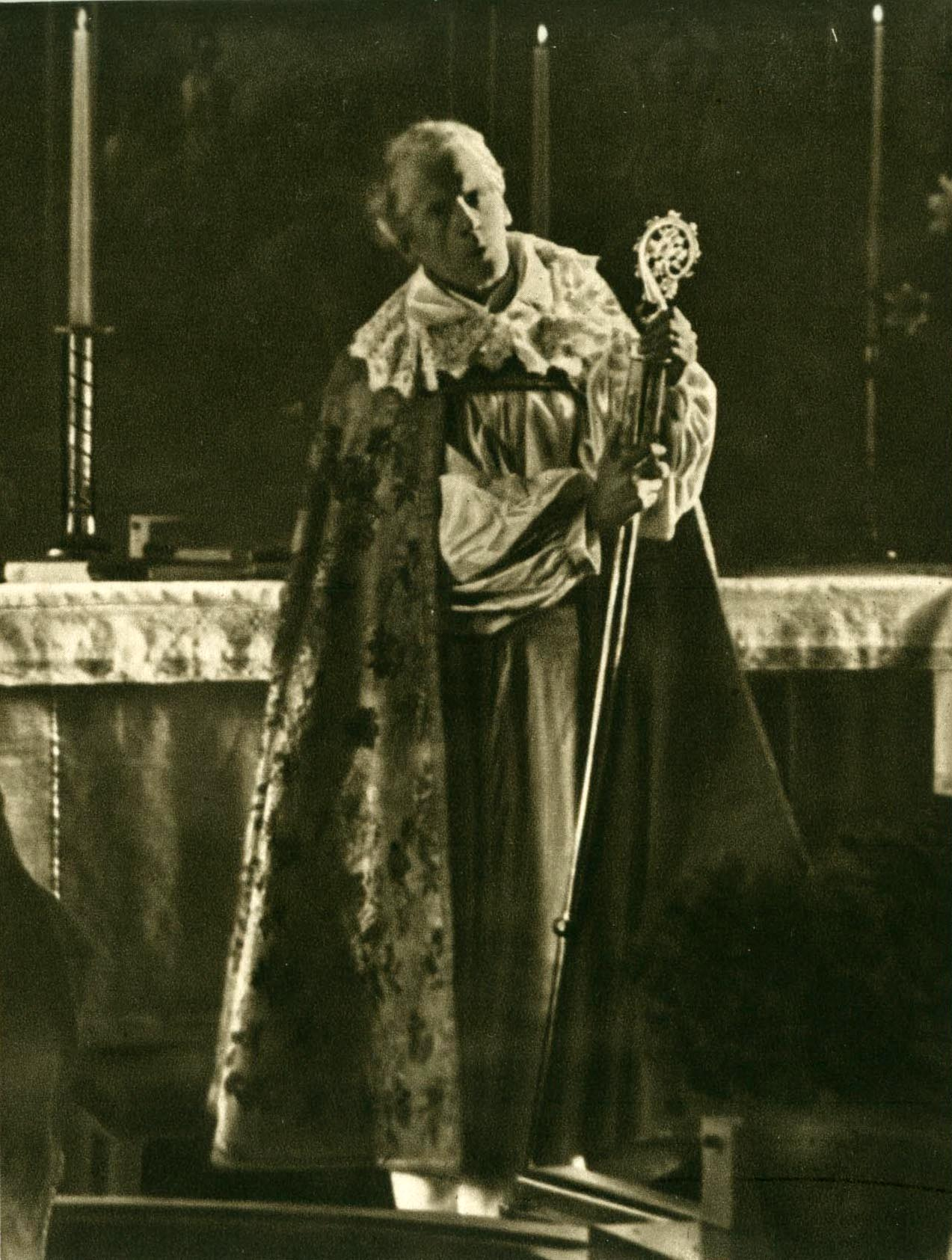
Einar Billing, biskop i Västerås stift. Ordförande 1896.
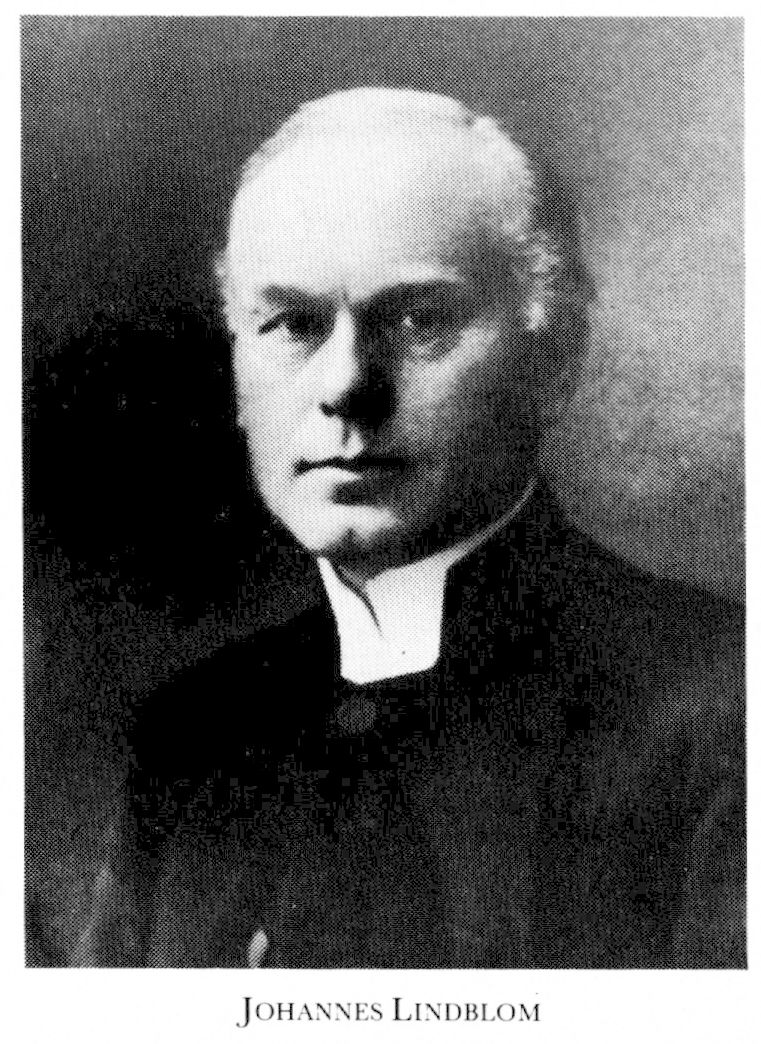
Johannes Lindblom, rector magnificus vid Lunds universitet. Ordförande 1903.
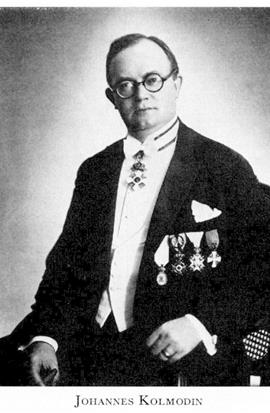
Johannes Kolmodin, svensk språkvetare och diplomat i Turkiet och Etiopien. Ordförande 1907–1908.
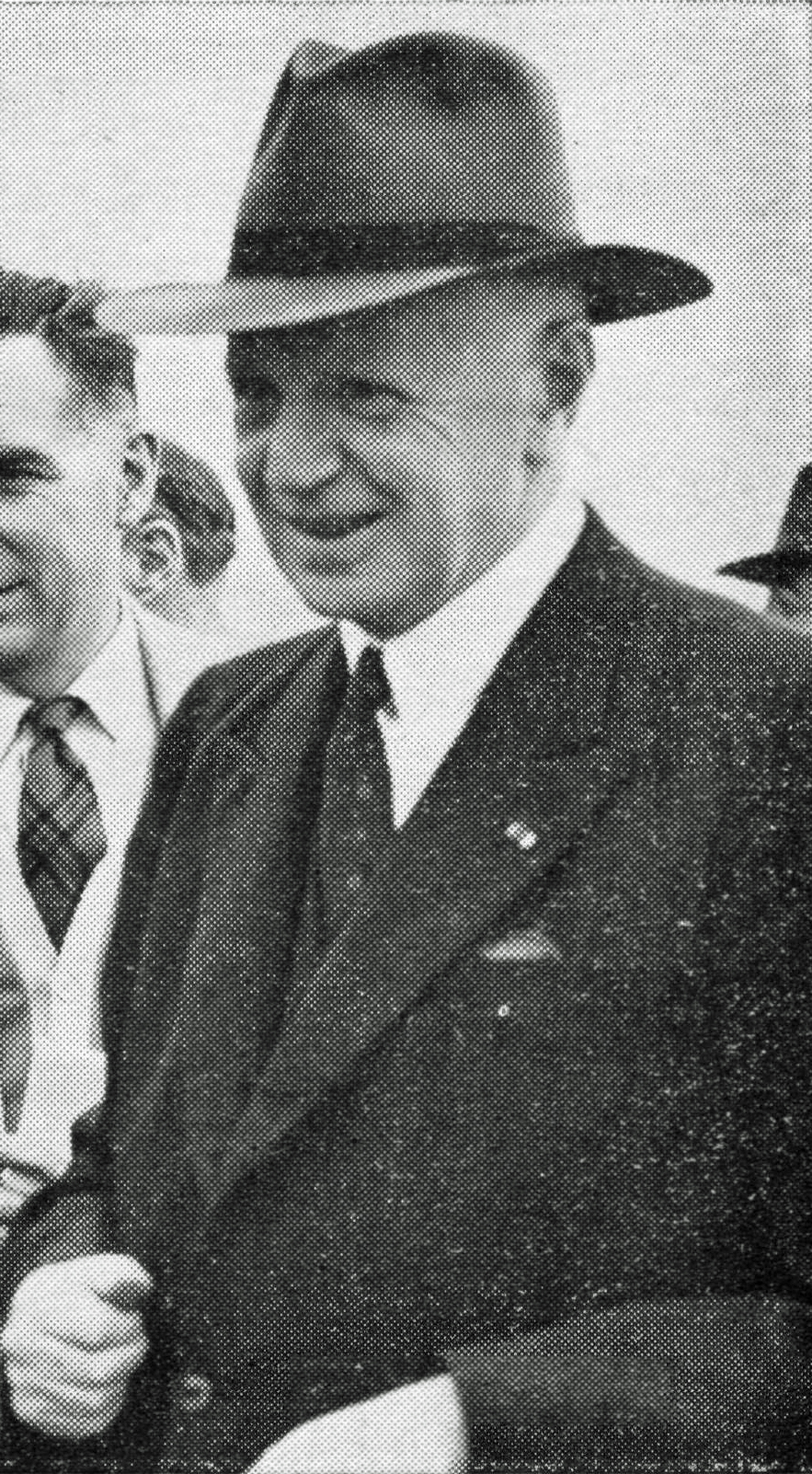
Karl Ivan Westman, envoyé till Schweiz, Spanien, Finland och Frankrike. Ambassadör till Frankrike. Ordförande 1912–1913.
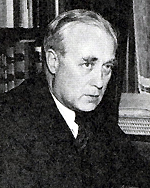
Nils Ahnlund, historiker, professor, ledamot i Svenska Akademien. Ordförande 1914–1915.
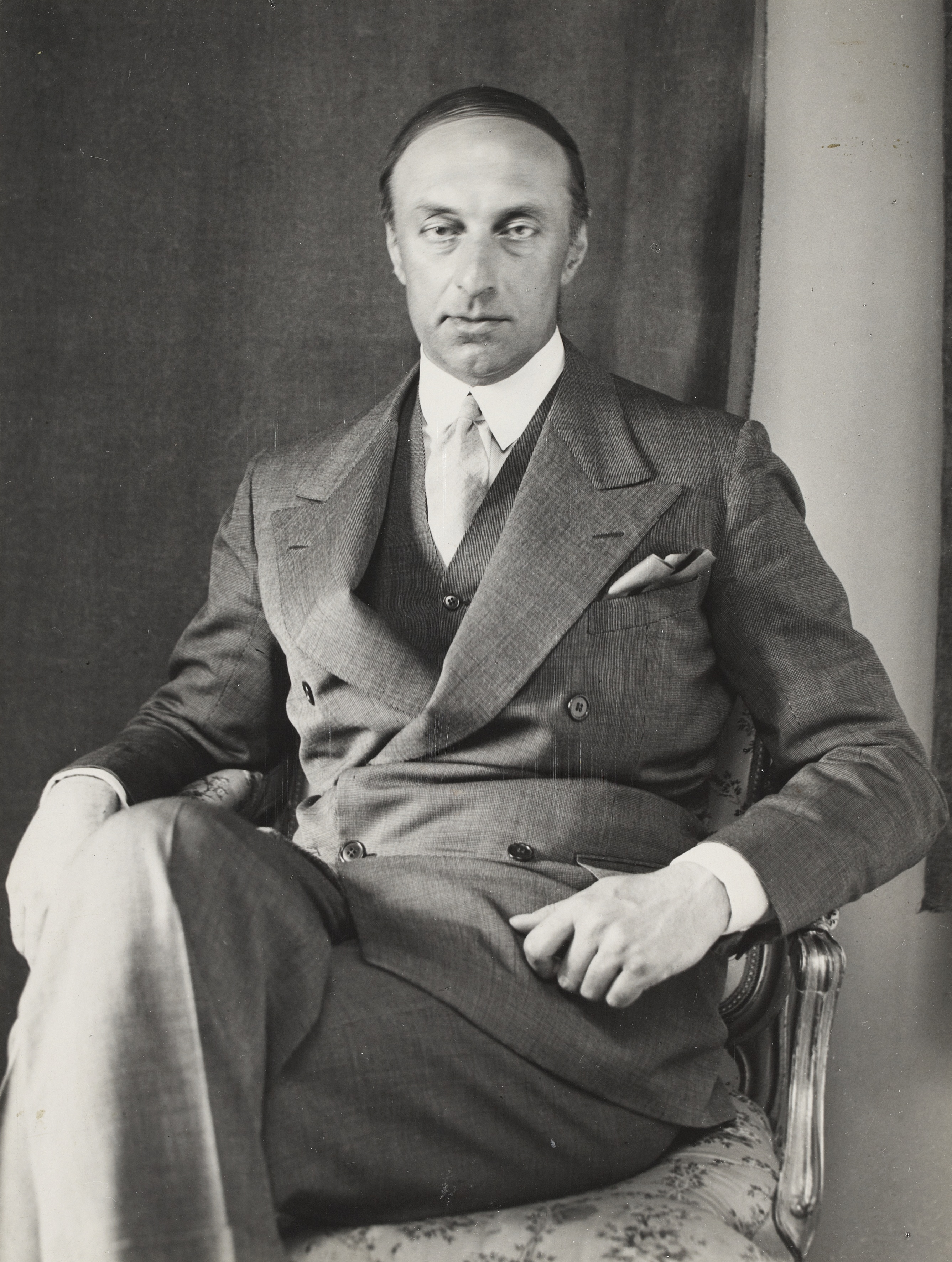
Georg Achates Gripenberg, Finlands ambassadör till Storbritannien, Vatikanen, Sverige och Förenta Nationerna. Ordförande 1915–1916.
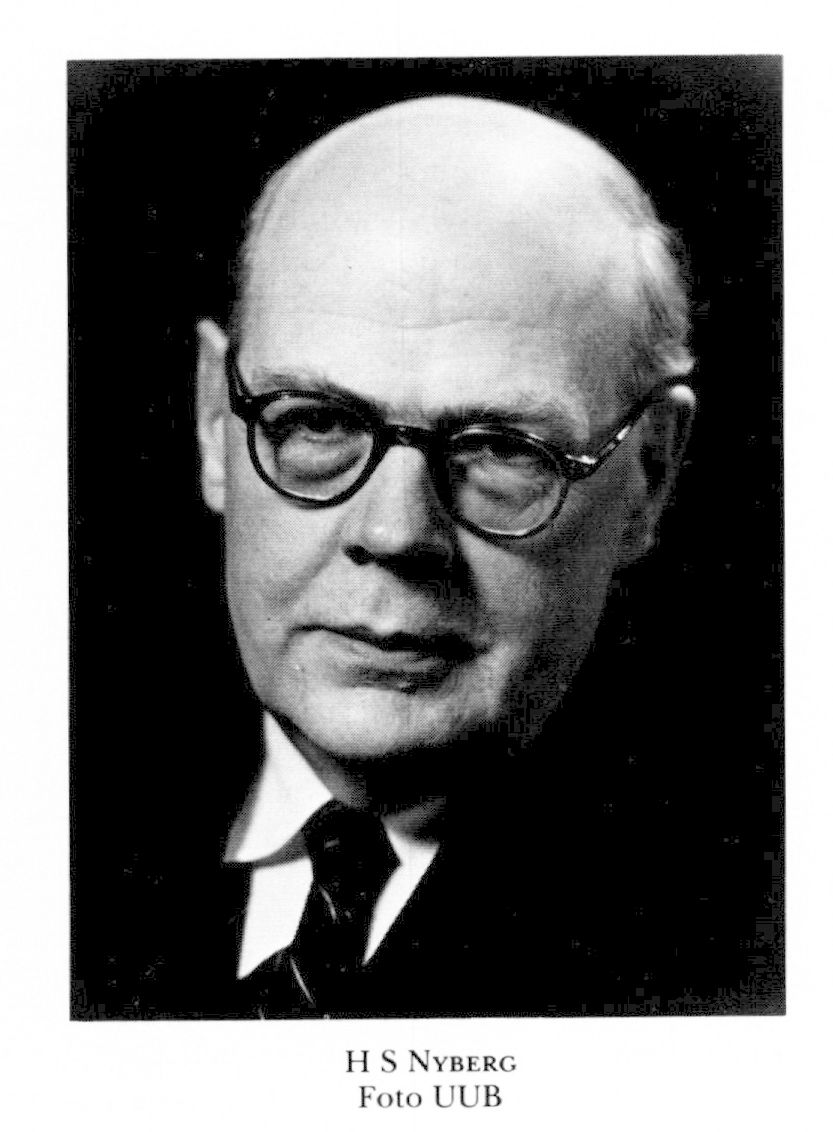
H.S. Nyberg, språkvetare, professor, ledamot i Svenska Akademien. Ordförande 1916–1917.
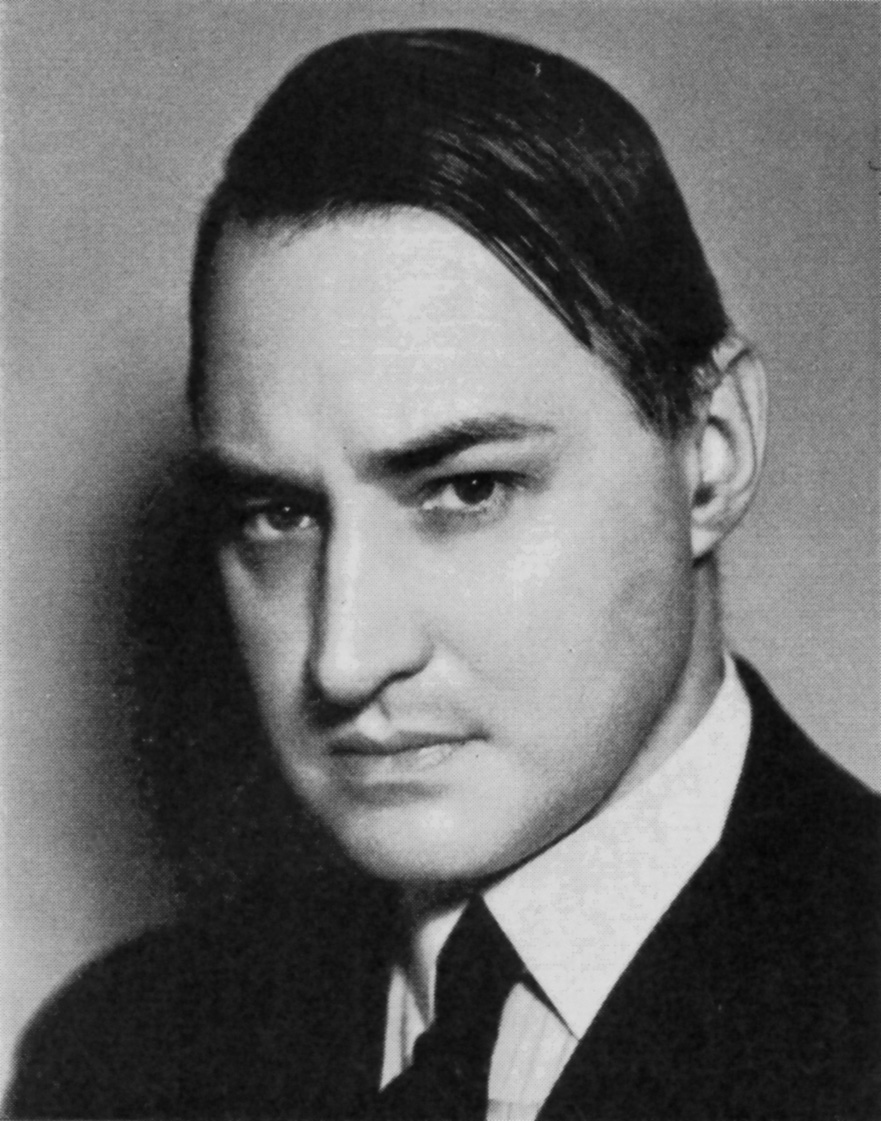
Nils Quensel, statsråd, kammarrättspresident. Ordförande 1917–1918.
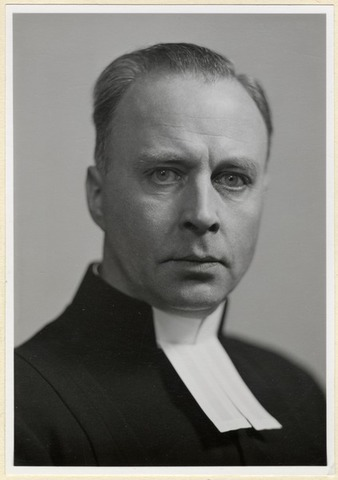
John Cullberg, biskop i Västerås stift. Ordförande 1925.
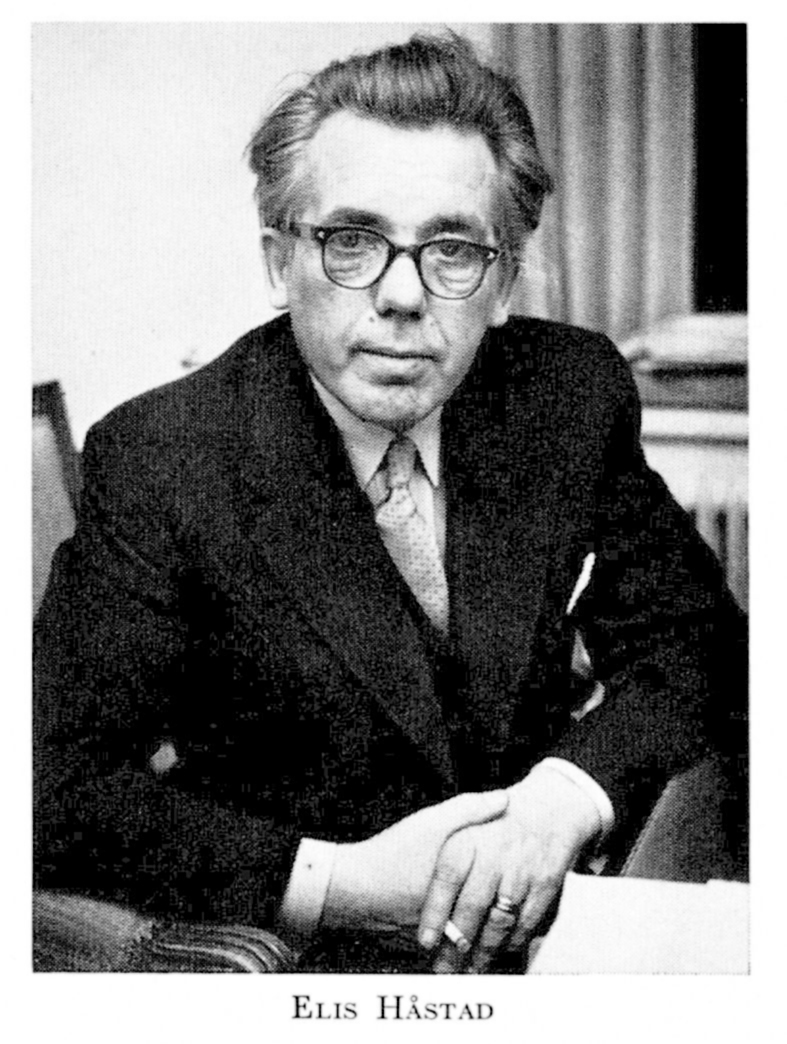
Elis Håstad, professor, riksdagsledamot, landshövding i Uppsala län. Ordförande 1926.
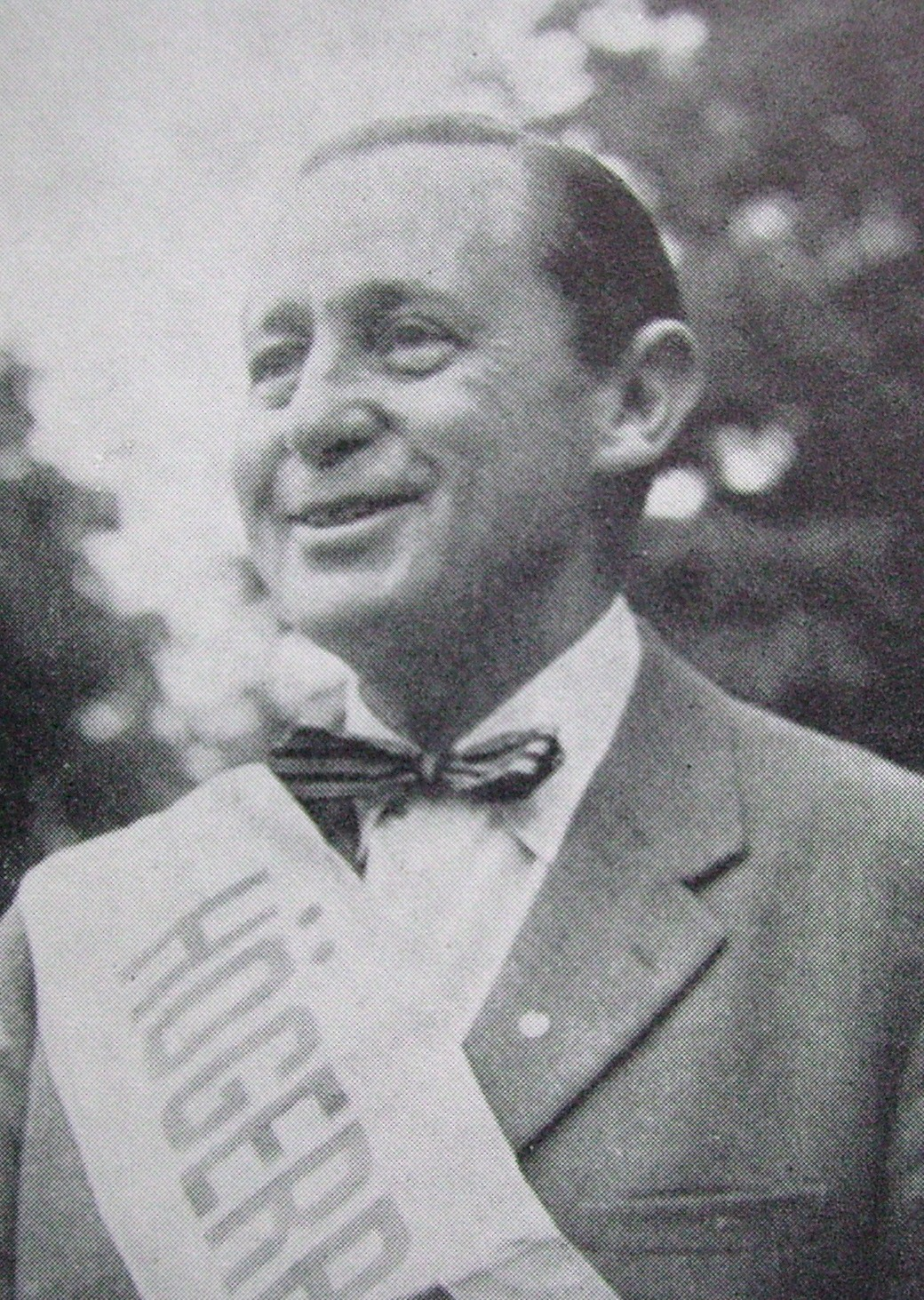
Jarl Hjalmarson, partiledare för Högerpartiet och landshövding i Gävleborgs län. Ordförande 1929.
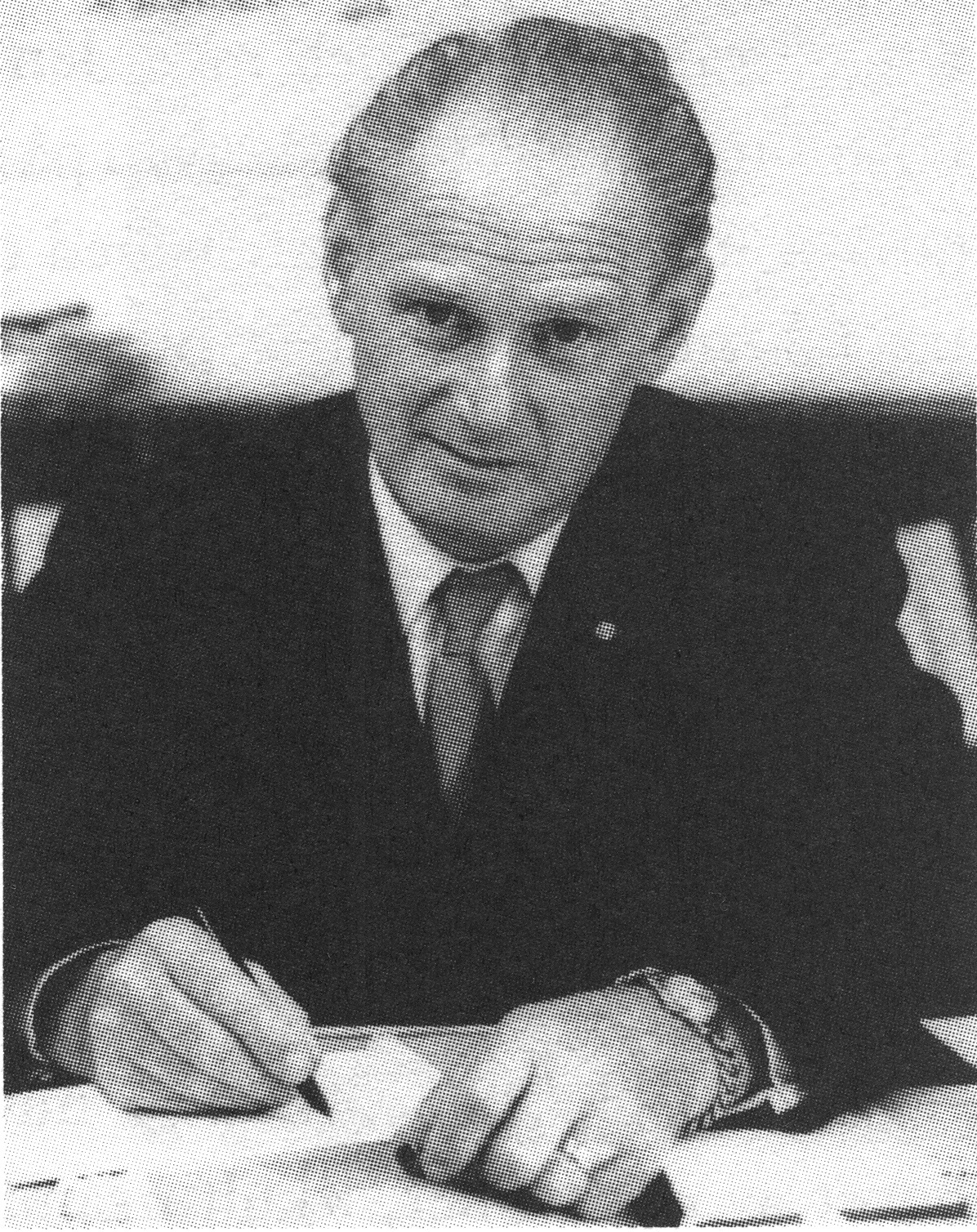
Gunnar Heckscher, professor, partiledare för Högerpartiet och Sveriges ambassadör till Indien och Japan. Ordförande 1930–1931.
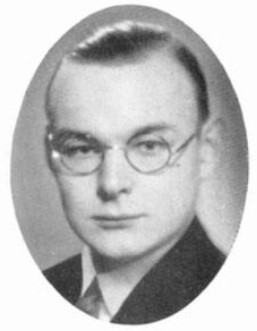
Karl–Gustaf Lagerfelt, diplomat. Bl.a. envoyé till Japan, Ständigt sändebud till kol- och stålunionens höga myndighet, Europarådet, Euratom och EEG. Ambassadör till Österrike, Nederländerna och Sveriges ständiga delegation hos de internationella organisationerna i Genève. Ordförande 1932.
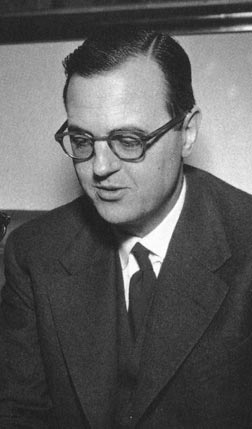
Olof Rydbeck, chef för Sveriges Radio, Sveriges F.N.-ambassadör och chef för UNRWA. Ordförande 1937.
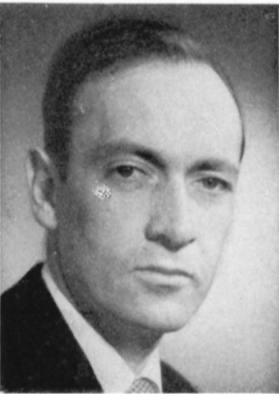
Gunnar Arpi, professor, rektor för Handelshögskolan i Stockholm. Ordförande 1948.
Håkan Winberg, justitieminister, hovrättspresident. Ordförande 1954–1955.
Eva Heckscher, ambassadör till Bangladesh och Thailand. Ordförande 1958–1959.
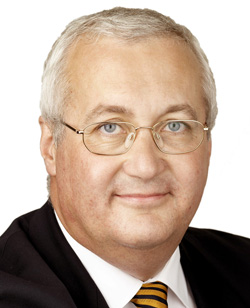
Sten Nordin, riksdagsledamot, finansborgarråd i Stockholm, landshövding i Blekinge län. Ordförande 1980–1981.
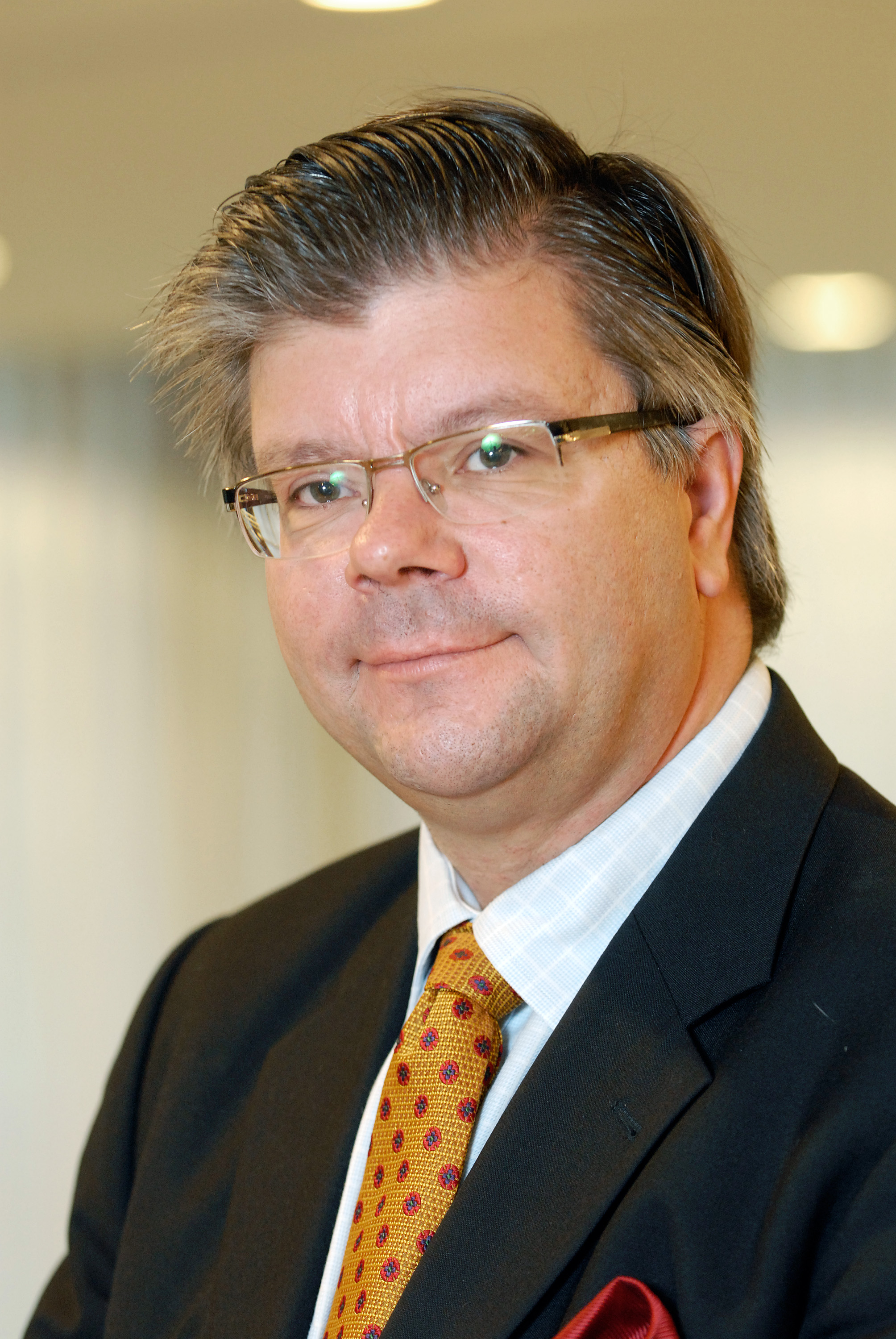
Hans Wallmark, riksdagsledamot, ambassadör till Danmark. Ordförande 1987–1988.
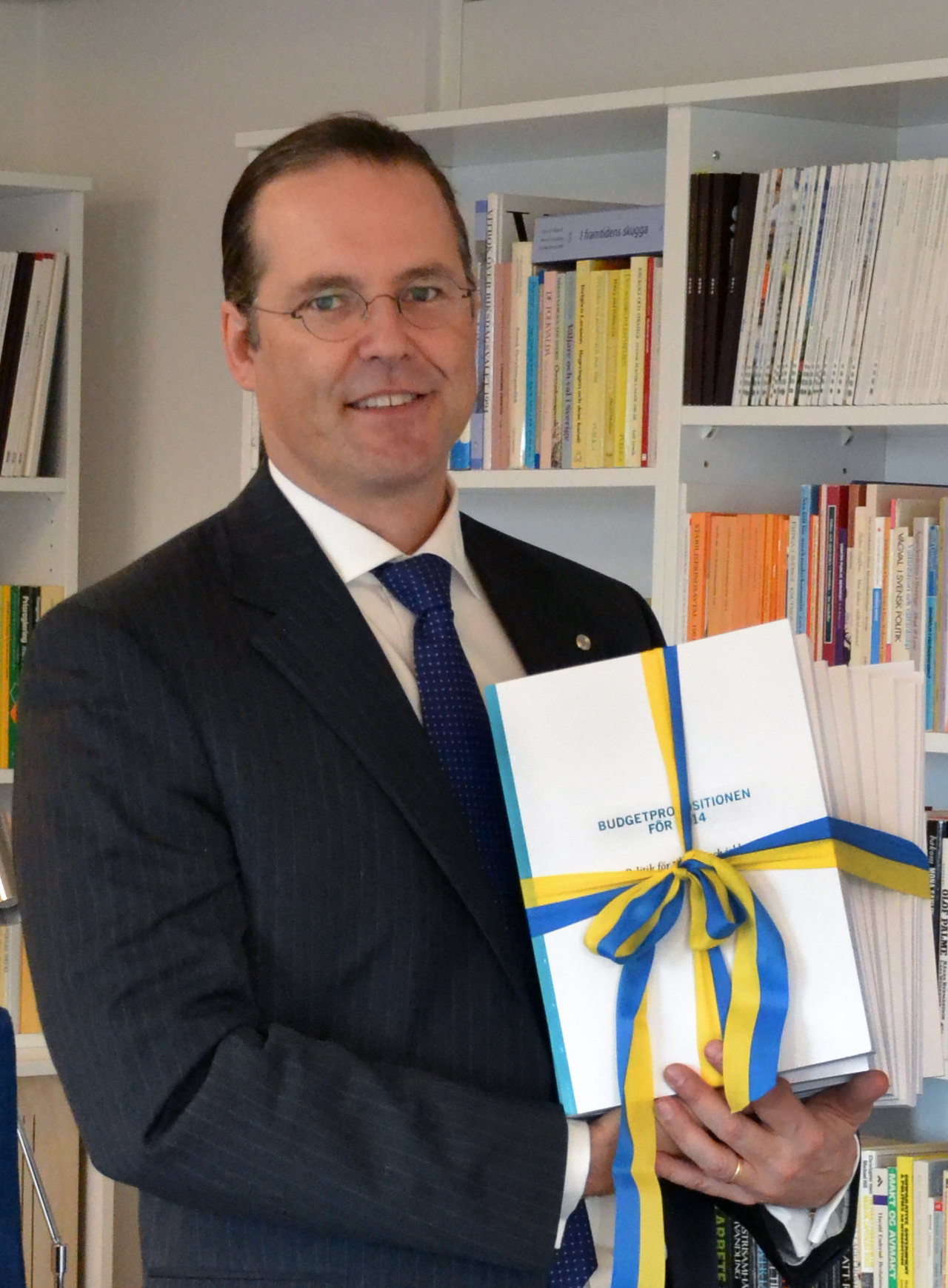
Anders Borg, finansminister. Ordförande 1989–1990.
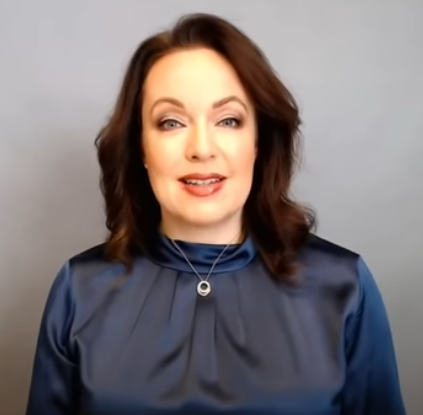
Anna Borg, VD för Vattenfall AB. Ordförande 1993-1994.

## Ordförandelängd
| År        | Ordförande                        | Nation                      |
| --------- | --------------------------------- | --------------------------- |
| 1891–1893 | Axel Johansson                    | Stockholms nation           |
| 1893–1895 | Vilhelm Lundström                 | Stockholms nation           |
| 1895–1896 | Olof Molin                        | Stockholms nation           |
| 1896      | Einar Billing                     | Västmanlands-Dala nation    |
| 1897      | Arvid Nordlindh                   | Stockholms nation           |
| 1898–1899 | Hjalmar Holmquist                 | Värmlands nation            |
| 1899      | Karl Axel Fryxell                 | Värmlands nation            |
| 1900      | Verner Söderberg                  | Stockholms nation           |
| 1901      | Torvald M:son Höjer               | Stockholms nation           |
| 1901–1903 | Teodor Odhner                     | Stockholms nation           |
| 1903      | Johannes Lindblom                 | Östgöta nation              |
| 1904–1905 | Birger Swartling                  | Södermanland-Nerikes nation |
| 1905–1907 | Karl Arvid Edin                   | Norrlands nation            |
| 1907–1908 | Johannes Kolmodin                 | Gotlands nation             |
| 1908–1909 | Bertil Boëthius                   | Västmanlands-Dala nation    |
| 1909–1911 | Nils Herlitz                      | Stockholms nation           |
| 1911–1912 | Gustaf Jacobson                   | Södermanland-Nerikes nation |
| 1912–1913 | Karl Ivan Westman                 | Östgöta nation              |
| 1913–1914 | Erland Hjärne                     | Norrlands nation            |
| 1914–1915 | Nils Ahnlund                      | Gästrike-Hälsinge nation    |
| 1915–1916 | Georg Achates Gripenberg          | Stockholms nation           |
| 1916–1917 | H.S. Nyberg                       | Västmanlands-Dala nation    |
| 1917–1918 | Nils Quensel                      | Stockholms nation           |
| 1918      | Nils Forssell                     | Stockholms nation           |
| 1919      | Josef Sandström                   | Västgöta nation             |
| 1920      | Sven Ydén                         | Östgöta nation              |
| 1920      | Sigfrid von Engeström             | Östgöta nation              |
| 1920      | Göran Hultin                      | Gästrike-Hälsinge nation    |
| 1921      | Ferdinand Nilsson                 | Gästrike-Hälsinge nation    |
| 1922      | Hilding Bakke                     | Gästrike-Hälsinge nation    |
| 1923      | Harry Henschen                    | Norrlands nation            |
| 1923      | Ivar Öman                         | Gästrike-Hälsinge nation    |
| 1924      | Carl Björkman                     | Östgöta nation              |
| 1925      | John Cullberg                     | Göteborgs nation            |
| 1925      | Ragnar Ekholm                     | Uplands nation              |
| 1926      | Elis Håstad                       | Uplands nation              |
| 1927      | Torvald T:son Höjer               | Stockholms nation           |
| 1927–1928 | Karl Thunell                      | Stockholms nation           |
| 1928      | Erik Arrhén                       | Västmanlands-Dala nation    |
| 1929      | Jarl Hjalmarson                   | Uplands nation              |
| 1930      | Karl–Erik Gillberg                | Norrlands nation            |
| 1930      | Erik Gustaf Westman               | Smålands nation             |
| 1930–1931 | Gunnar Heckscher                  | Stockholms nation           |
| 1931      | Karl Georg Arrhénius              | Värmlands nation            |
| 1932      | Karl–Gustaf Lagerfelt             | Stockholms nation           |
| 1933      | Kjell Mellander                   | Uplands nation              |
| 1933–1934 | Rutger Palme                      | Uplands nation              |
| 1934–1935 | Karl Sidenbladh                   | Stockholms nation           |
| 1935–1936 | Sven Ulric Palme                  | Uplands nation              |
| 1937      | Olof Rydbeck                      | Stockholms nation           |
| 1937–1938 | Olof Kaijser                      | Norrlands nation            |
| 1938      | Erik Anners                       | Västmanlands-Dala nation    |
| 1939–1941 | Igor Holmstedt                    | Värmlands nation            |
| 1941–1942 | Adolf Hamilton                    | Västgöta nation             |
| 1942      | Nils Andrén                       | Västmanlands-Dala nation    |
| 1943      | Sven Ersman                       | Västmanlands-Dala nation    |
| 1944      | Erik Anners                       | Västmanlands-Dala nation    |
| 1945–1946 | Olof Bruun                        | Kalmar nation               |
| 1946      | Gösta Rönn                        | Västgöta nation             |
| 1947      | Gunnar Arpi                       | Västmanlands-Dala nation    |
| 1948      | Knut Medin                        | Norrlands nation            |
| 1949      | Lennart Lilja                     | Uplands nation              |
| 1950      | Frans–Erik Berglöf                | Gästrike-Hälsinge nation    |
| 1951      | Lars Gröndal                      | Göteborgs nation            |
| 1951–1952 | Åke Liljefors                     | Uplands nation              |
| 1952      | Carl Reinhold Tersmeden           | Göteborgs nation            |
| 1952–1953 | Hans von Friesen                  | Gästrike-Hälsinge nation    |
| 1953–1954 | Leif Carlsson                     | Göteborgs nation            |
| 1954–1955 | Håkan Winberg                     | Norrlands nation            |
| 1955–1956 | Stig Arne Hedlund                 | Norrlands nation            |
| 1956–1957 | Ola Carlsson                      | Västgöta nation             |
| 1957–1958 | Bengt Fredriksson                 | Östgöta nation              |
| 1958–1959 | Eva Heckscher                     | Stockholms nation           |
| 1959–1960 | Allan Eriksson                    | Norrlands nation            |
| 1960–1961 | Bryn Widmark                      | Gästrike-Hälsinge nation    |
| 1961–1962 | Jan Backman                       | Västmanlands-Dala nation    |
| 1962–1963 | Bo Eklöf                          | Södermanland-Nerikes nation |
| 1963–1964 | Lennart Arvedson                  | Norrlands nation            |
| 1964–1965 | Lars Ahlmark                      | Västmanlands-Dala nation    |
| 1965–1966 | Göran Lennmarker                  | Västmanlands-Dala nation    |
| 1966–1967 | Per Jennische                     | Västgöta nation             |
| 1967–1968 | Jan Wallin                        | Uplands nation              |
| 1968–1970 | Leif Vindevåg                     | Östgöta nation              |
| 1970–1971 | Ulric Müllern–Aspegren            | Västgöta nation             |
| 1971–1972 | Per Ledin                         | Norrlands nation            |
| 1972–1973 | Mats Ödman                        | Östgöta nation              |
| 1973–1974 | Håkan Müntzing                    | Södermanland-Nerikes nation |
| 1974–1975 | Sten Bergström                    | Smålands nation             |
| 1975–1976 | Hans Birger Ekström               | Södermanland-Nerikes nation |
| 1976–1977 | Inger Karlsson                    | Södermanland-Nerikes nation |
| 1977–1978 | Christoffer Hamilton              | Norrlands nation            |
| 1978–1979 | Per Dahl                          | Södermanland-Nerikes nation |
| 1979–1980 | Krister Allard (då Jonsson)       | Gotlands nation             |
| 1980–1981 | Sten Nordin                       | Stockholms nation           |
| 1981–1982 | Emil Uddhammar                    | Östgöta nation              |
| 1982–1983 | Ulla Hamilton (då Ericson)        | Västgöta nation             |
| 1983–1984 | Michael Lundholm                  | Östgöta nation              |
| 1984–1985 | Lars Niklasson                    | Norrlands nation            |
| 1985–1986 | Carl-Gustaf Lundin                | Uplands nation              |
| 1986–1987 | Susanne Wallmark (då Lundh)       | Västgöta nation             |
| 1987–1988 | Hans Wallmark                     | Norrlands nation            |
| 1988–1989 | Susanne Karlsson Enger (då Enger) | Värmlands nation            |
| 1989–1990 | Anders Borg                       | Östgöta nation              |
| 1990–1991 | Henrik Toremark                   | Värmlands nation            |
| 1991–1992 | Johan Andersson                   | Stockholms nation           |
| 1992–1993 | Erik Kristow                      | Norrlands nation            |
| 1993–1994 | Anna Borg (då Johansson)          | Östgöta nation              |
| 1994–1995 | Fredrik Haage                     | Stockholms nation           |
| 1995–1996 | Björn Olsson                      | Norrlands nation            |
| 1996–1997 | Eva Strömer (då Danielsson)       | Västmanlands-Dala nation    |
| 1997–1998 | Johan von Zweigbergk              | Södermanland-Nerikes nation |
| 1998–1999 | Per Selstam                       | Norrlands nation            |
| 1999–2000 | Daniel Engberg                    | Västmanlands-Dala nation    |
| 2000–2001 | Niclas Thorselius                 | Stockholms nation           |
| 2001–2002 | Fredrik Hardt                     | Smålands nation             |
| 2002–2003 | Emma Jakoby                       | Icke-studerande             |
| 2003–2004 | Mikael Haglund                    | Gästrike-Hälsinge nation    |
| 2004–2005 | Mathias Persson                   | Västmanlands-Dala nation    |
| 2005–2006 | Christopher Lagerqvist            | Norrlands nation            |
| 2006–2007 | Kristin Wisell (då Forsberg)      | Värmlands nation            |
| 2007–2008 | Li Jansson                        | Västmanlands-Dala nation    |
| 2008–2010 | Anders Montelius                  | Västmanlands-Dala nation    |
| 2010–2011 | Daniel Bergström                  | Västmanlands-Dala nation    |
| 2011–2012 | Robert Vickström                  | Stockholms nation           |
| 2012–2013 | Alexandra Braf                    | Södermanland-Nerikes nation |
| 2013–2014 | Erik Hårdén                       | Västmanlands-Dala nation    |
| 2014–2015 | Christoffer Orméus                | Östgöta nation              |
| 2015–2016 | Balder Jonsson                    | Västgöta nation             |
| 2016      | Fredrik Sixtensson                | Smålands nation             |
| 2016–2017 | Stefan Tovesson                   | Södermanland-Nerikes nation |
| 2017–2018 | Pontus Westerholm                 | Östgöta nation              |
| 2018–2019 | Arvid Hallén                      | Smålands nation             |
| 2019–2020 | Sebastian Holmberg                | Västgöta nation             |
| 2020–2021 | Daniel Åkerman                    | Stockholms nation           |
| 2021–2022 | André Popovski                    | Uplands nation              |
| 2022–2023 | Alexander Palm                    | Uplands nation              |
| 2023–2024 | Pontus Norén                      | Södermanland-Nerikes nation |
| 2024–2025 | Jacob Rosén                       | Stockholms nation           |